# 布衣将相
布衣将相，史家对西汉初年将相出身的概括。西汉政权建立后形成的由布衣出身的人致身将相。
西汉开国诸臣致身将相者, 绝大多数“起自布衣”，形成“布衣将相之局”。原因主要是经过秦灭六国、秦朝灭亡、楚汉之争，原来的周朝、战国七雄贵族都已经破灭，新的贵族官僚势力没有形成。布衣原指穿麻布衣服的人，后来成为一般平民的代称，其中包括农民和手工业者等劳动人民，也包括没有官爵的平民地主。西汉开国君臣，刘邦是自耕农出身，刘邦的部下除张良出身于韩国贵族外，多来自下层社会。萧何原为沛县主吏掾；曹参原为沛县狱掾；陈平幼年家贫，用席做门户；周勃以编织养蚕用的苇箔为生，并经常给办丧事的人家吹萧；樊哙以屠狗为业；灌婴以贩卖丝绸谋生。其他王陵、陆贾、郦商、郦食其、夏侯婴等都是出身平民。